# Pokkenbriefje

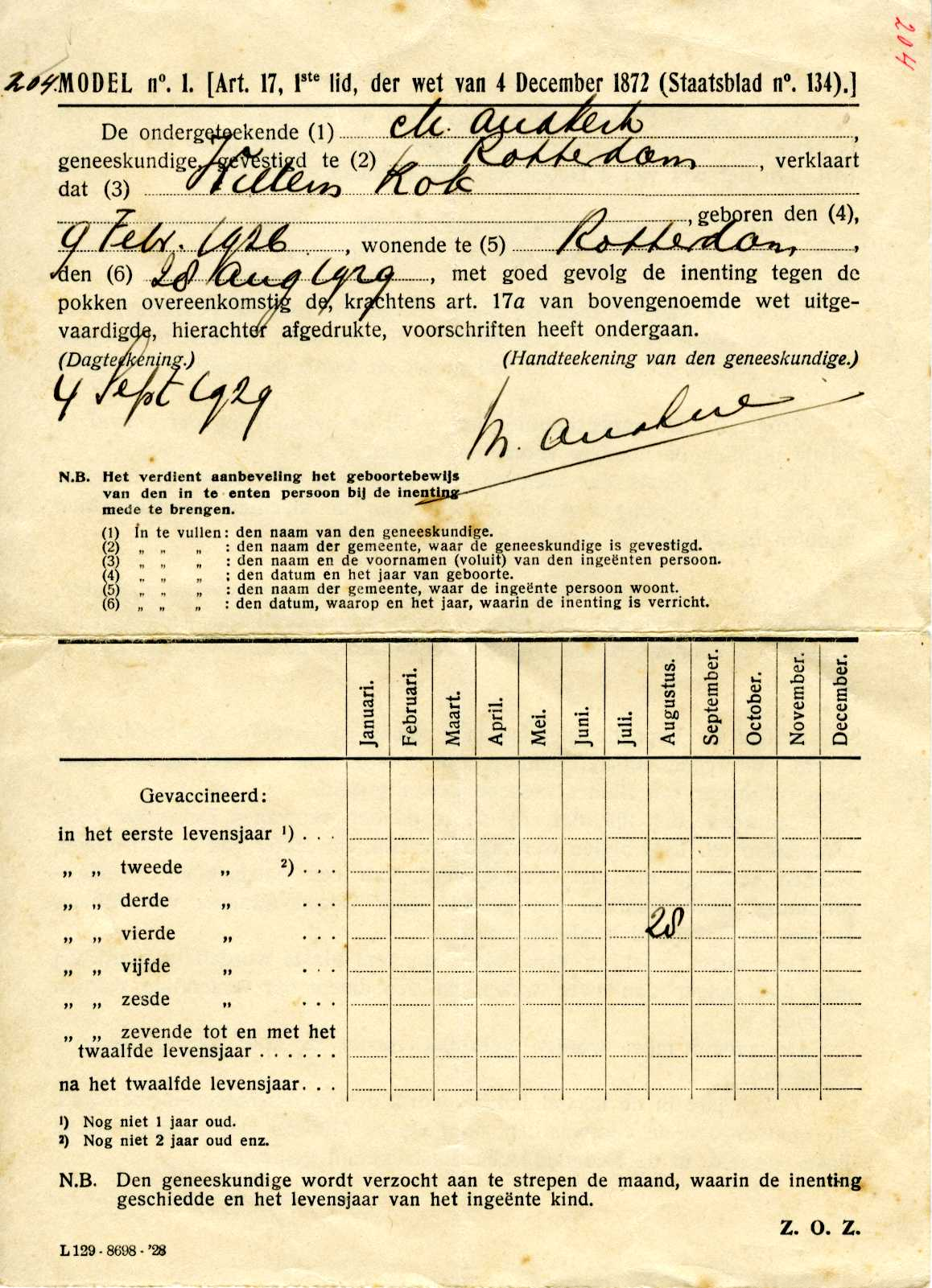
Pokkenbriefje uit 1929, voorzijde

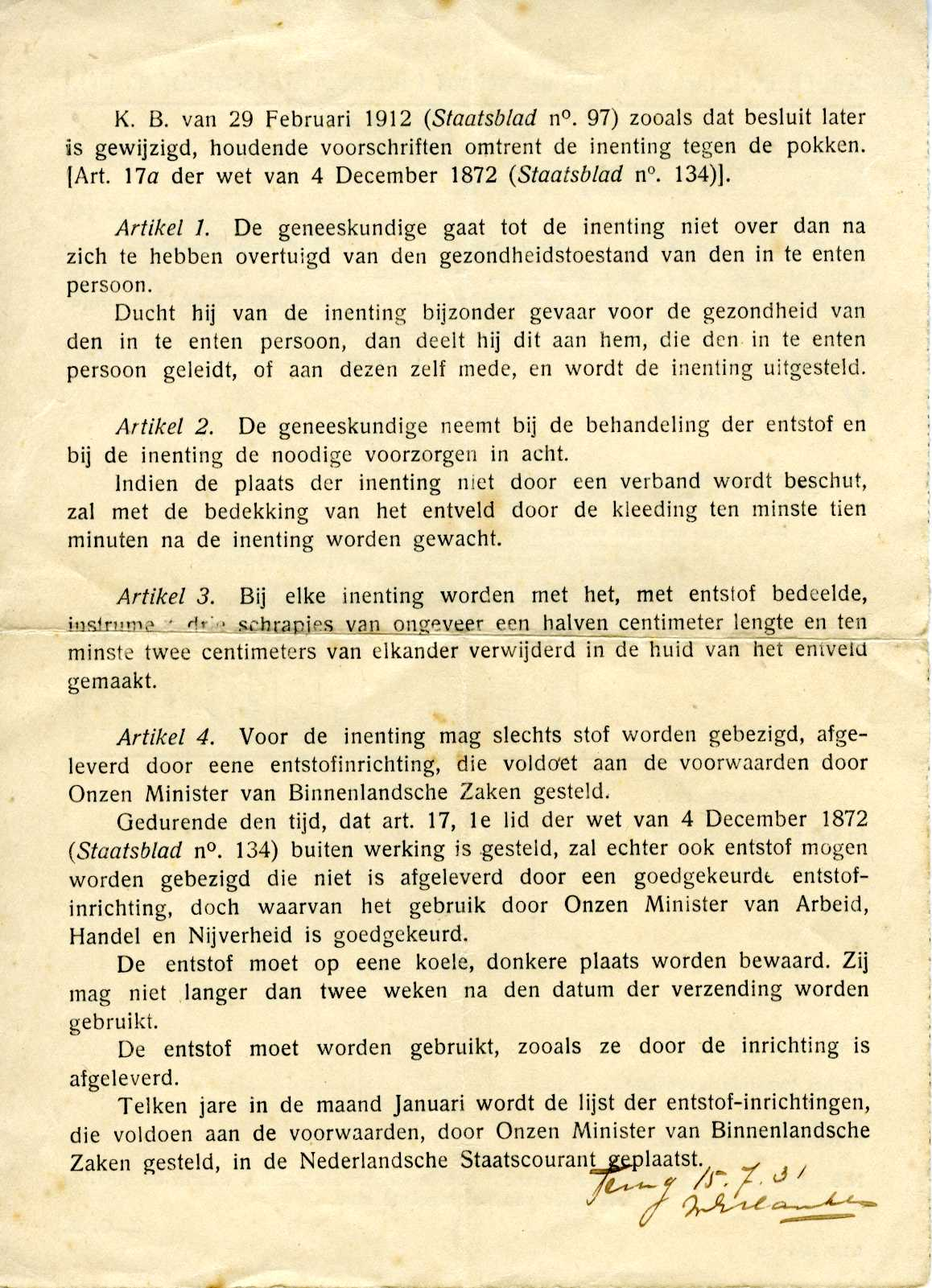
Pokkenbriefje uit 1929, achterzijde

Het pokkenbriefje is een certificaat van inenting tegen pokken. Het briefje werd in Nederland voor het eerst ingevoerd in 1823. Kinderen die naar school wilden, moesten het briefje kunnen tonen. Echter, er gingen maar weinig kinderen naar school waardoor de vaccinatiegraad laag bleef. Dankzij een lobby van onder meer de gereformeerde Réveil-beweging werd de indirecte vaccinatieverplichting in 1857 opgeheven. De bezwaren kwamen niet alleen uit religieuze hoek. De dichter en advocaat Willem Bilderdijk noemde vaccinatie een teken van "verdierlijking".
In 1870 woedde een pokkenepidemie door Nederland die 23.000 mensen het leven kostte. Twee jaar later werd de Wet op de besmettelijke ziekten ingevoerd. Deze stelde quarantaine verplicht voor kinderen in een gezin waar besmettelijke ziekten werden geconstateerd, maar ook werd het pokkenbriefje opnieuw ingevoerd. Wederom ontstond er weerstand vanuit protestantse hoek, en vanuit de Anti-Revolutionaire Partij (ARP). Levinus Wilhelmus Christiaan Keuchenius, Tweede Kamerlid namens de ARP, werd in 1881 voorzitter van de Bond tegen de Vaccinatiedwang. Een handtekeningenactie, gestart door ARP-oprichter Abraham Kuyper, mocht niet baten; koning Willem III ondertekende de wet. Vanaf 1912 kon een vrijstelling aangevraagd worden waardoor kinderen zonder pokkenbriefje toch naar school konden. In 1928 wisten (orthodoxe) protestanten een uitzondering wegens gewetensbezwaren te bedingen. In 1976 werd de verplichte pokkenvaccinatie geheel afgeschaft, op een moment waarop de ziekte in Nederland vrijwel geheel verdwenen was.